# Андрій (Іщак)
Отець-доктор Андрі́й Іща́к (23 вересня 1887, Миколаїв (нині — Львівська область) — 26 червня 1941, Сихів) — блаженний Української греко-католицької церкви, мученик.

## Життєпис
Навчався у гімназії у м. Стрий, яку закінчив у 1907 році. Богословські студії закінчував у Львівському та Інсбруцькому університетах (раніше Єзуїтська колегія Canisianum). У 1914 році здобув ступінь доктора богослов'я в Інсбрукському університеті та 26 червня 1914 року був висвячений (рукоположений) на священика для Львівської Архиєпархії УГКЦ. Під час Першої світової війни був польовим душпастирем легіону Українських Січових Стрільців. У 1918 році став префектом Львівської Духовної семінарії. Від 1919 року перейшов на сільське душпастирство і до 1923 року перебував на парафії у Мільні. Від 1928 року викладав догматику і канонічне право у Львівській богословській академії. Свої професорські обов'язки поєднував із душпастирською працею у с. Сихові біля Львова, де його і застала смерть. Загинув від рук відступаючих російських військових частин 26 червня 1941 року та похований на Старосихівському цвинтарі.

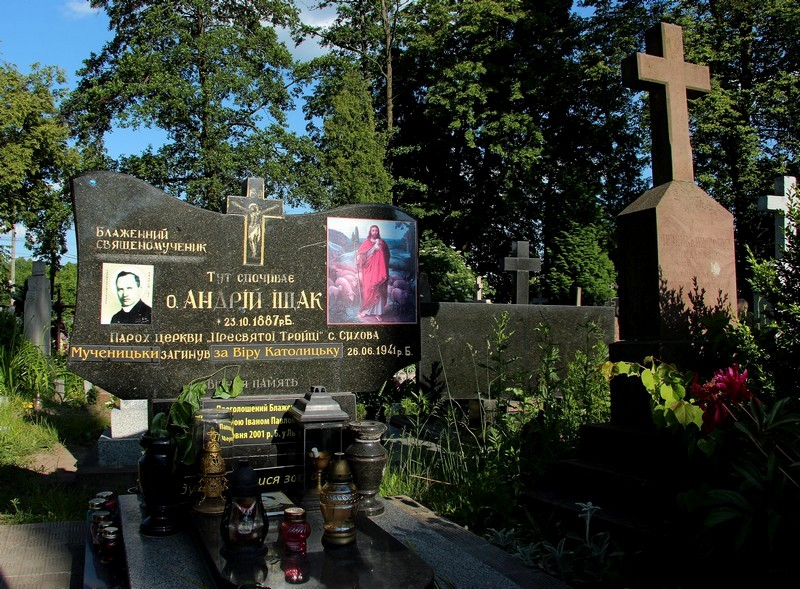
Надгробок на могилі о. Андрія Іщака на Старосихівському цвинтарі у Львові

Зі свідчень Івана Кульчицького:
|  | Як війна зачалася, то забрали священика на Персенківку, на сусідню станцію. Десь в обід забрали, потримали до вечора і відпустили. А мій батько, бо вони дуже добре відносилися один до одного, каже: «Отче, як Вас відпустили, я би Вам радив сховатися на тих пару днів, — бо то вже видно було, що німці наступають, большевики все одно втікають. — Сховайтеся — і переживемо». А священик каже: «Йване, пастух отару не залишає. І я також не можу залишити парафіян і сам сховатися». А через два дні прийшли воєнні і його з дому забрали. Там такі були зарослі, корчі, то десь від парафії було, може, пів кілометра, то там вивели його і замучили. Йому в живіт стріляли, і то так виглядало, як поколено. |

### Основні праці
Отець А. Іщак писав у сферах історичної, схоластичної, патристичної та догматичної літератури й ці праці набували широкого загалу через публікації у різних відомих на той час періодичних виданнях таких як, «Нива», «Мета» чи «Богословіє». Найважливіші з них:
- «Унійні й автокефальні змагання на українських землях від Данила до Ізидора» (1923—1927).
- «Від Захарія Копистенського до Палінодія» (1930—1931).
- «Філіокве у Фотія і його наслідників», «Почитання Найсвятішої Євхаристії на Сході» (обидві — 1932).
- «Догматика нез'єдиненого Сходу» (підручник для семінарій, 1936).
- «Святий Авґустин і Схід» (1941).

### Вшанування
27 червня 2001 року у м. Львові під час Святої Літургії у візантійському обряді за участі Івана Павла II відбувся обряд беатифікації отця Андрія Іщака.
23 червня 2020 року громадський активіст Ігор Ступець за підтримки ГО «Сихів. Медіа» зареєстрував петицію «Створення скверу та встановлення меморіального погруддя блаженному Андрію Іщаку». У петиції львів'яни звертаються до влади міста з проханням облаштувати неподалік вулиці Морозної, 14, сквер та створити монумент в пам'ять блаженного отця Андрія Іщака. Петиція зібрала усього 30 голосів з необхідних 500.